# Distrito de Faridabad
Faridabad (en hindi; फरीदाबाद जिला ) es un distrito de India en el estado de Haryana. Código ISO: IN.HR.FR.
Comprende una superficie de 2 105 km².
El centro administrativo es la ciudad de Faridabad.

## Demografía
Según censo 2011 contaba con una población total de 1 798 954 habitantes.